# Sematophyllum crassiusculum
Sematophyllum crassiusculum är en bladmossart som beskrevs av Brotherus 1925. Sematophyllum crassiusculum ingår i släktet Sematophyllum och familjen Sematophyllaceae. Inga underarter finns listade i Catalogue of Life.